# NGC 4312
NGC 4312 ist eine spiralförmige Zwerggalaxie mit ausgedehnten Sternentstehungsgebieten vom Hubble-Typ Sab im Sternbild Coma Berenices am Nordsternhimmel. Sie ist schätzungsweise 35 Millionen Lichtjahre von der Milchstraße entfernt und hat einen Durchmesser von etwa 70.000 Lichtjahren. Die Galaxie wird unter der Katalognummer VVC 559 als Teil des Virgo-Galaxienhaufens gelistet.

Im selben Himmelsareal befinden sich u. a. die Galaxien NGC 4321, NGC 4323, NGC 4328, IC 783.
Das Objekt wurde am 14. Januar 1787 von Wilhelm Herschel entdeckt.